# Cambres
Cambres é uma vila portuguesa sede da Freguesia de Cambres do Município de Lamego, freguesia com 11,28 km² de área e 1592 habitantes (censo de 2021), tendo, assim, uma densidade populacional de 141,1 hab./km².
A povoação de Cambres foi elevada à categoria de vila em 4 de junho de 1997.

## Demografia
A população registada nos censos foi:
| Distribuição da População por Grupos Etários | Distribuição da População por Grupos Etários | Distribuição da População por Grupos Etários | Distribuição da População por Grupos Etários | Distribuição da População por Grupos Etários |
| -------------------------------------------- | -------------------------------------------- | -------------------------------------------- | -------------------------------------------- | -------------------------------------------- |
| Ano                                          | 0-14 Anos                                    | 15-24 Anos                                   | 25-64 Anos                                   | > 65 Anos                                    |
| 2001                                         | 452                                          | 419                                          | 1387                                         | 420                                          |
| 2011                                         | 274                                          | 241                                          | 1085                                         | 466                                          |
| 2021                                         | 120                                          | 169                                          | 836                                          | 467                                          |

## Património
- Casa da Azenha[8]
- Casa da Corredoura
- Casa dos Varais
- Paço do Monsul
- Quinta da Casa Amarela
- Quinta da Pacheca